# 加茂正五
加茂 正五（かも しょうご、1916年12月12日 - 1977年9月14日）は、静岡県浜松市出身のサッカー選手。ポジションはFW（左ウイング）。

## 経歴
静岡県立浜松第一中学校（現・静岡県立浜松北高等学校）の在学中より実兄の加茂健とともにサッカーを初め、早稲田大学に入学後はア式蹴球部に所属。在学中の1936年にベルリンオリンピックのサッカー日本代表に選出され、1回戦のスウェーデン代表戦に出場。0-2の状況から、49分に川本泰三、62分には右近徳太郎の得点をアシストして試合を振り出しに戻し、チームの逆転勝利に貢献した。
また、在学中の1938年6月に開催された全日本蹴球選手権大會（第18回天皇杯全日本サッカー選手権大会）でチームの優勝に貢献した。早稲田大学理工学部を卒業後は三菱重工業に入り、三菱重工業相模原製作所所長などを歴任した。
1977年9月14日、国立霞ヶ丘競技場陸上競技場で開催予定の試合前のウォーミングアップ中に倒れ慶應義塾大学病院に運ばれたものの、同日心筋梗塞により死去した。享年60。

## 所属クラブ
- 静岡県立浜松第一中学校（現・静岡県立浜松北高等学校）
- 早稲田第一高等学院
- 早稲田大学

## 代表歴

### 出場大会
- 1936年ベルリンオリンピックのサッカー競技

### 試合数
- 国際Aマッチ 2試合 0得点

| 日本代表 | 国際Aマッチ | 国際Aマッチ | その他 | その他 | 期間通算 | 期間通算 |
| 年       | 出場        | 得点        | 出場   | 得点   | 出場     | 得点     |
| -------- | ----------- | ----------- | ------ | ------ | -------- | -------- |
| 1936     | 2           | 0           | 4      | 2      | 6        | 2        |
| 1937     | 0           | 0           | 0      | 0      | 0        | 0        |
| 1938     | 0           | 0           | 1      | 2      | 1        | 2        |
| 通算     | 2           | 0           | 5      | 4      | 7        | 4        |

### 出場
| No. | 開催日         | 開催都市 | スタジアム | 対戦相手     | 結果 | 監督     | 大会         |
| --- | -------------- | -------- | ---------- | ------------ | ---- | -------- | ------------ |
| 1.  | 1936年08月04日 | ベルリン |            | スウェーデン | ○3-2 | 鈴木重義 | オリンピック |
| 2.  | 1936年08月07日 | ベルリン |            | イタリア     | ●0-8 | 鈴木重義 | オリンピック |